# Guerau I de Cabrera
Guerau I de Cabrera   (segle X - 1050) vescomte de Cabrera (d de 1017-v 1050) i de Girona.

## Orígens familiars
Fill del primer senyor documentat del castell de Cabrera, Gausfred de Cabrera.
|  |                        |  |  |  |  |  |  |  |  |  |  |  |  |  |  |  |
|  | 2. Gausfred de Cabrera |  |  |  |  |  |  |  |  |  |  |  |  |  |  |  |
|  |                        |  |  |  |  |  |  |  |  |  |  |  |  |  |  |  |
|  |                        |  |  |  |  |  |  |  |  |  |  |  |  |  |  |  |
|  | 1. Guerau I de Cabrera |  |  |  |  |  |  |  |  |  |  |  |  |  |  |  |
|  |                        |  |  |  |  |  |  |  |  |  |  |  |  |  |  |  |
|  |                        |  |  |  |  |  |  |  |  |  |  |  |  |  |  |  |

## Núpcies i descendents
El 1033 es va casar amb Ermessenda de Montsoriu, filla d'Amat de Montsoriu, vescomte de Girona, vinculant-se així al llinatge dels Cabrera. En cessar en la jurisdicció vescomtal de Girona, però no en el títol, ja hereditari, aquest vescomte es titulà de Cabrera, i alguna vegada vescomte de Montsoriu. Però de moment, encara es denominaran vescomtes de Girona i senyors de Cabrera.
Van tenir un fill, Ponç I de Cabrera, que heretà el vescomtat.

## Fets destacats
A jutjar pels documents consultats per Coll i Castanyer, el vescomte Guerau era persona activa en la vida política de l'època, ja fos per signar la consagració de la nova catedral de Vic el 31 d'agost de 1038, o participar en l'arbitri en certs judicis o ser testimoni en la restitució de l'abadia de Santa Cecília de Montserrat per part de Berenguer, comte de Barcelona i la seva mare Ermessenda (3 de juny de 1023).
El 4 de juny de 1038, ambdós consorts fundaren el monestir benedictí de Sant Salvador de Breda, el qual es convertirà en el centre espiritual del vescomtat.
El castell de Montsoriu, principal propietat d'Ermessenda, també passa sota el llinatge dels Cabrera.